# Jolanda Neff
Pour les articles homonymes, voir Neff.
Jolanda Neff, née le 5 janvier 1993 à Saint-Gall, est une coureuse cycliste suisse, spécialiste de VTT cross-country. Elle a notamment remporté une médaille d'or olympique, le championnat du monde de cross-country et du relais en 2017, le championnat du monde de cross-country marathon en 2016 et quatre titres de championne d'Europe. Elle obtient aussi de bons résultats sur route, elle est notamment championne de Suisse sur route en 2015 et 2018. Le 27 juillet 2021, elle est sacrée championne olympique en menant un triplé suisse dans la course féminine du VTT aux Jeux de Tokyo 2020.

## Biographie

### Les débuts
Jolanda est la fille de Markus Neff, vice-champion du monde de VTT cross-country 1997 chez les seniors. Elle commence donc le cyclisme très jeune, dès 1999. En septembre 2012, elle devient championne du monde de cross country espoirs, et deuxième en catégorie eliminator. Jusqu'alors scolarisée de manière normale, elle décide de devenir professionnelle. En 2013, elle intègre l'équipe professionnelle Rabobank Women où évoluent également Marianne Vos et Pauline Ferrand-Prévot, cette dernière pratiquant également le cross-country. Elle conserve son titre mondial espoirs et termine de nouveau deuxième en eliminator. Elle est entraînée par son père et par Leo van Zeeland.

### Saison 2014
En 2014, elle rejoint l'équipe Giant Pro XC de Maja Włoszczowska. Elle obtient également une bourse de sportive de haut niveau de la part de l'armée suisse. En août 2014, elle remporte la Coupe du monde. Cela en fait la plus jeune vainqueur de la compétition. Elle est distinguée durant la nuit du sport de Davos, puis obtient le titre de cycliste suisse de l'année et enfin celui de sportive de l'année de la vallée du Rhin.

### Saison 2015
En 2015, elle court pour l'équipe Stöckli en VTT et pour l'équipe Servetto Footon sur route. En mai, elle termine deuxième des championnats d'Europe de marathon VTT. Elle remporte durant la saison les manches de Coupe du monde de Nové Město na Moravě, Albstadt et Mont Sainte-Anne. Elle s'impose ainsi au classement général pour la deuxième année consécutive. En juin, elle gagne les premiers Jeux européens de cross-country à Bakou. Elle remporte également les championnats d'Europe, où comme en championnat du monde, elle est surclassée en élite. Cela fait d'elle la plus jeune championne d'Europe jusqu'alors. Elle est de nouveau élue cycliste suisse de l'année.
Sur route, en 2015, sur le Trofeo Alfredo Binda-Comune di Cittiglio, deuxième manche de la Coupe du monde, Jolanda Neff fait partie du groupe se disputant la victoire. Elle termine sixième.
Sur l'épreuve en ligne des championnats du monde sur route, elle suit Lizzie Armitstead dans la dernière ascension avant de finir neuvième du sprint.

### Saison 2016: déception aux Jeux olympiques

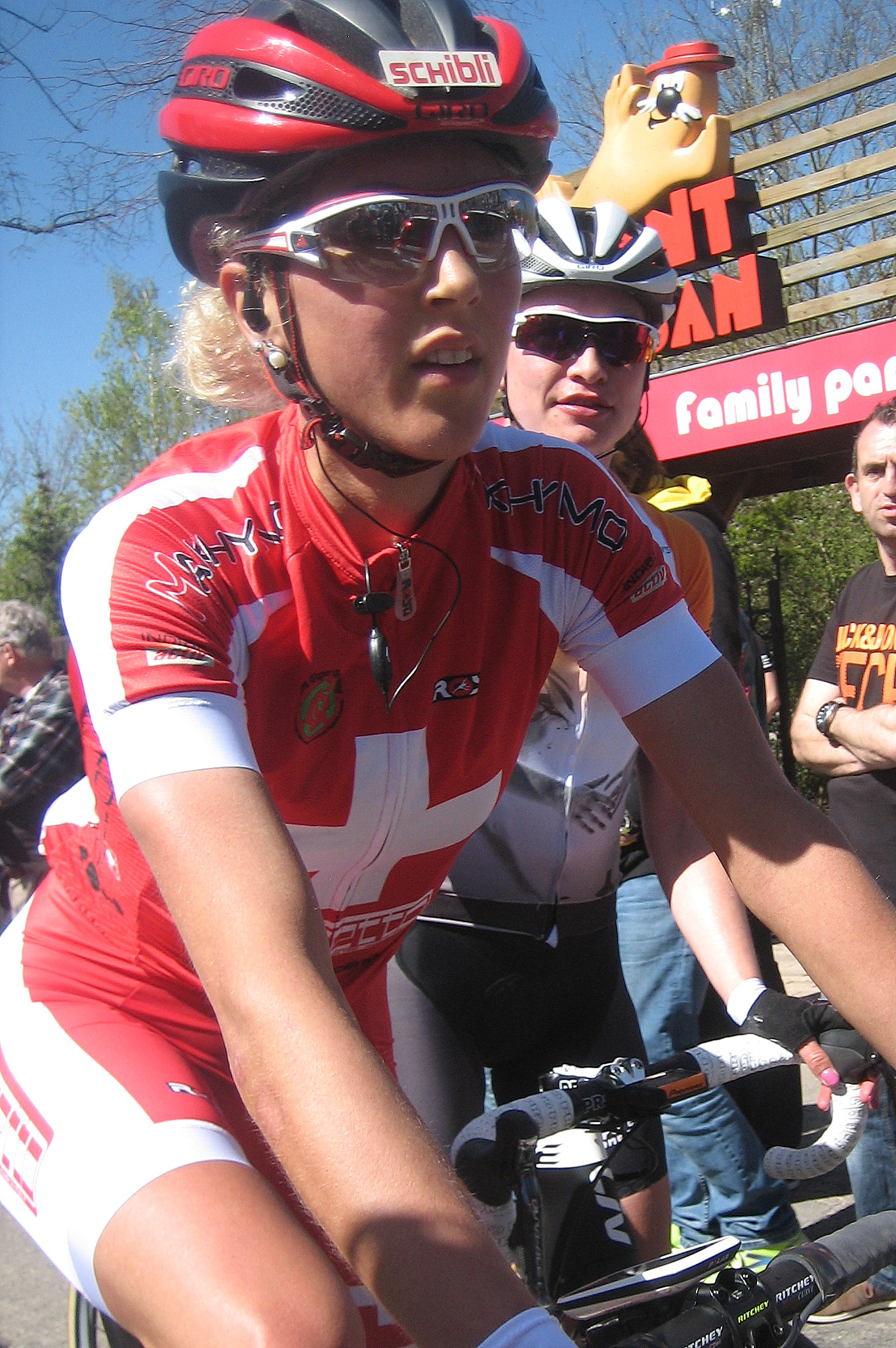
Jolanda Neff lors de la Flèche wallonne 2016.

En 2016, elle vise à prendre part aux Jeux olympiques de Rio aussi bien en cross-country que sur route. La Suisse doit cependant engranger des points UCI supplémentaires afin d'être qualifiée pour l'épreuve sur route des jeux. Au Trofeo Alfredo Binda-Comune di Cittiglio, à vingt-cinq kilomètres de l'arrivée, dans la montée vers Orino, un groupe de huit coureuses se détache. Il est composé d'Elizabeth Armitstead, Megan Guarnier, Anna van der Breggen, Katarzyna Niewiadoma, Emma Johansson, Annemiek van Vleuten, Alena Amialiusik et Jolanda Neff. Il prend rapidement un avantage de plus d'une minute sur ses poursuivantes. Jolanda Neff attaque ensuite à Cuvio. Dans l'ultime ascension vers Orino, Elizabeth Armitstead a du mal à suivre et perd du terrain. Elle revient sur le groupe au sommet et profite de l'effet de surprise pour attaquer aussitôt. Elle reprend la Suissesse à trois kilomètres de l'arrivée et la surclasse au sprint. Le groupe des poursuivantes rattrape Jolanda Neff dans l'emballage final. Megan Guarnier est donc deuxième et la Suissesse troisième.
Sur la course en ligne olympique, elle prend la huitième place en se trouvant dans le groupe de poursuivantes avec notamment Elizabeth Deignan. Sur la course de cross-country, alors qu'elle fait partie des favorites, elle finit à la sixième place ce qui est à l'évidence une déception pour elle.

### Saisons 2017-2018
Le 9 septembre 2017 à Cairns, en Australie, elle est sacrée championne du monde de VTT cross-country devant la Britannique Annie Last et la Française Pauline Ferrand-Prévot, deux jours après avoir remporté le titre en relais par équipes.
Lors de la saison 2018, elle débute en tant que championne du monde pour l'équipe Kross Racing. En mai, elle termine deuxième derrière la Danoise Annika Langvad de la Coupe du monde de cross-country short track à Albstadt. Après la dernière manche de Coupe du monde à La Bresse, en France, elle remporte la classement général du cross-crountry grâce à ses trois victoires cette saison (Albstadt, Mont-Sainte-Anne, La Bresse). En août, elle devient pour la troisième fois championne d'Europe de cross-country à Glasgow.

### Saisons 2019-2021: grave chute puis victoire aux Jeux olympiques de Tokyo
Grâce à sa victoire aux championnats de Suisse de cyclo-cross en janvier 2019, elle détient simultanément les titres de championne de Suisse de cyclisme sur route, de VTT et de cyclo-cross. En août, elle termine deuxième du championnat du monde au Canada derrière la Française Pauline Ferrand-Prévot.
Fin décembre 2019, elle est victime d'une lourde chute lors d'un entraînement en Caroline du Nord qui lui vaut une côte cassée, un poumon perforé et une rupture de la rate. Si l'ablation de la rate est évitée via la technique de l'embolisation, elle ne peut reprendre l'entrainement qu'à partir du mois de mars, à quatre mois des Jeux olympiques de Tokyo, son objectif principal de l'année.
Le 27 juillet 2021, Jolanda Neff remporte la course olympique du VTT à Tokyo. L'equipe de Suisse réalise un triplé inédit, puisqu'elle monte sur la première marche du podium aux côtes de  Sina Frei (médaille d'argent) et Linda Indergand (médaille de bronze). Elle signe la plus importante victoire de sa carrière, un peu plus d'un mois après s'être fracturé la main. C'est également le premier podium olympique 100% suisse depuis 1936 (triplé en gymnastique) et la première fois qu'une nation remporte les trois médailles dans une épreuve cycliste depuis 1904.

### Depuis 2022
En 2022, elle est vice-championne du monde de cross-country derrière Pauline Ferrand-Prévot, ainsi que médaillée de bronze des mondiaux de cross-country marathon. Elle remporte la manche de Coupe du monde de cross-country au Mont Sainte-Anne, ainsi que deux manches de cross-country short track (Nové Město et Mont Sainte-Anne).
En 2023, elle gagne sur route deux étapes et le classement général du Trofeo Ponente in Rosa. Souffrant de difficultés respiratoires lors d'efforts soutenus, elle connait deux saisons plus difficiles en VTT en 2023 et 2024. Elle est sélectionnée pour défendre son titre aux Jeux olympiques de Paris 2024, mais doit finalement renoncer en raison de ses problèmes de santé.

### Saison 2025
Jolanda rejoint l'équipe Cannondale Factory Racing à partir de la saison 2025, afin de donner un nouvel élan à sa carrière, qui a été émaillée de soucis de santé lors des saisons précédentes.

## Vie privée
Depuis 2020, elle est en couple avec le cycliste américain Luca Shaw,.

## Palmarès en VTT cross-country

### Jeux olympiques
- Rio 2016
  - 6e du VTT cross-country

- Tokyo 2020
  -  Médaillée d'or du VTT cross-country

### Championnats du monde
- 2012 Saalfelden-Leogang
  -  Championne du monde de cross-country espoirs
  -  Médaillée d'argent du cross-country eliminator
- 2013 Pietermaritzburg
  -  Championne du monde de cross-country espoirs
  -  Médaillée d'argent du cross-country eliminator
- 2014 Lillehammer-Hafjell
  -  Championne du monde de cross-country espoirs
  -  Médaillée d'argent du relais par équipes
- 2016
  -  Championne du monde de cross-country marathon
- Cairns 2017
  -  Championne du monde de cross-country
  -  Championne du monde du relais par équipes
- Lenzerheide 2018
  -  Championne du monde du relais par équipes
  - 4e du cross-country
- Mont Sainte-Anne 2019
  -  Championne du monde du relais par équipes
  -  Médaillée d'argent du cross-country
- Val di Sole 2021
  - 4e du cross-country
  - 5e du cross-country short track
- Les Gets/Haderslev 2022
  -  Médaillée d'argent du cross-country
  -  Médaillée de bronze du cross-country marathon
  - 4e du cross-country short track
- Glasgow 2023
  - 9e du short track
  - 9e du cross-country

### Coupe du monde

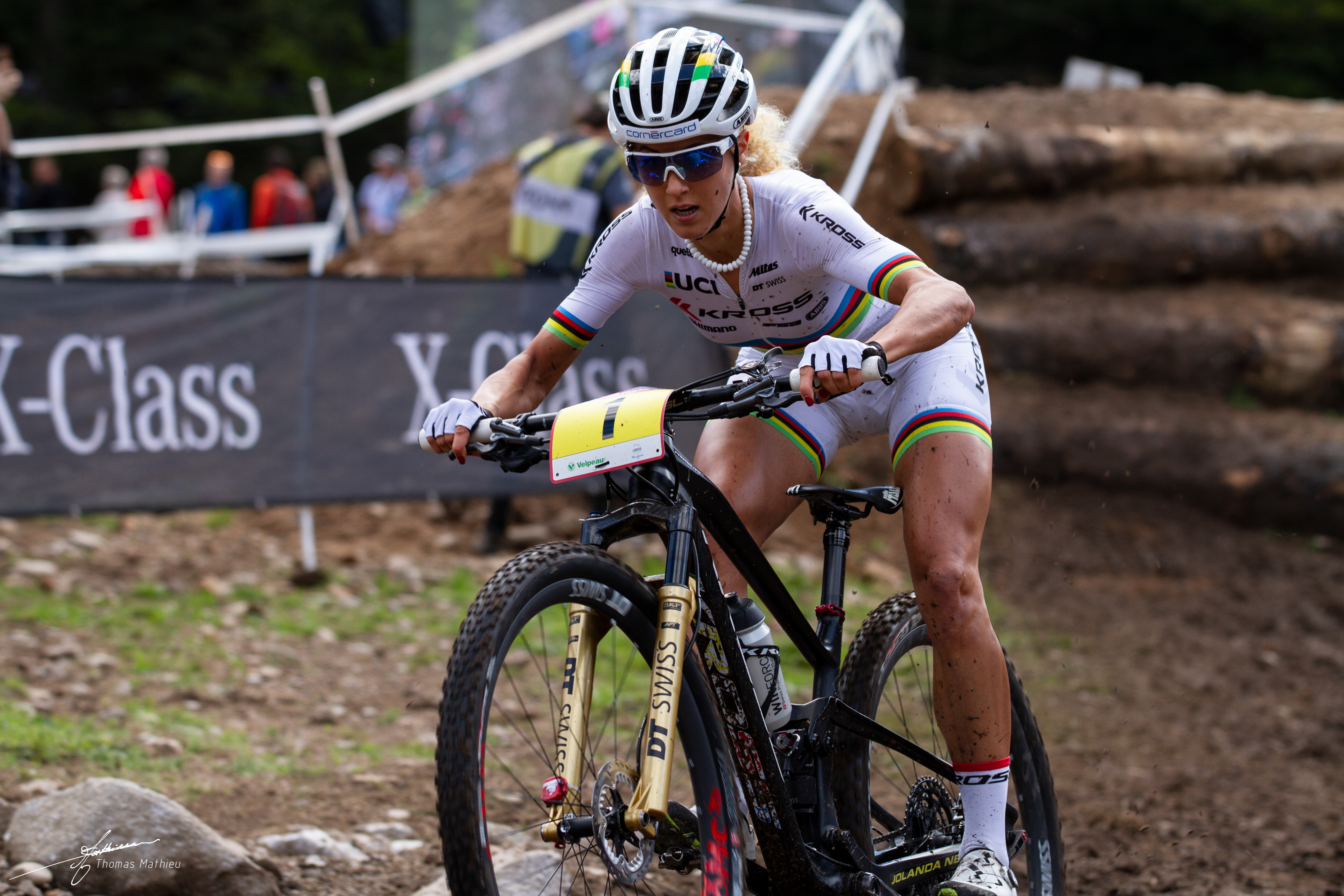
Jolanda Neff lors de la finale de la coupe du monde 2018 à La Bresse, qu'elle a remporté.

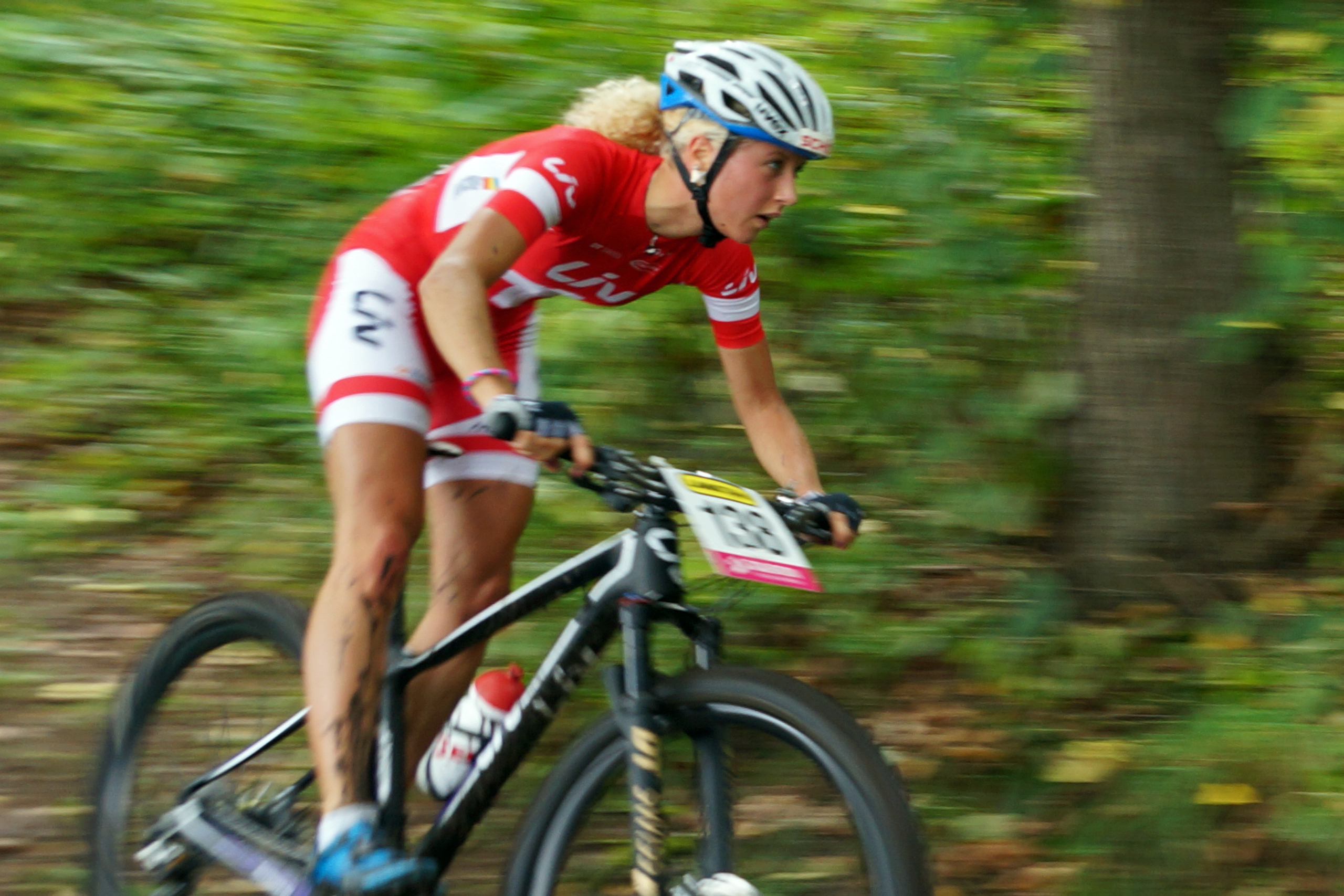
Jolanda Neff à Jelenia Góra en Pologne, en 2014.

- Coupe du monde de cross-country juniors
  - 2010 : vainqueur de 2 manches
  - 2011 : vainqueur de 3 manches

- Coupe du monde de cross-country espoirs
  - 2012 : 3e du classement général, vainqueur de 3 manches

- Coupe du monde de cross-country (3)
  - 2013 : 7e du classement général
  - 2014 : 1re du classement général, vainqueur de 3 manches
  - 2015 : 1re du classement général, vainqueur de 3 manches
  - 2016 : 6e du classement général, vainqueur de 2 manches
  - 2017 : 4e du classement général, vainqueur d'une manche
  - 2018 : 1re du classement général, vainqueur de 3 manches
  - 2019 : 2e du classement général, vainqueur de deux manches Short Track
  - 2020 : pas de classement général
  - 2021 : 11e du classement général
  - 2022 : 6e du classement général, vainqueur d'une manche
  - 2023 : 11e du classement général
  - 2024 : 30e du classement général

- Coupe du monde de cross-country eliminator
  - 2013 : 4e du classement général
  - 2014 : 15e du classement général

- Coupe du monde de cross-country short track
  - 2022 : 3e du classement général, vainqueur de deux manches
  - 2023 : 18e du classement général
  - 2024 : 34e du classement général

### Championnats d'Europe
- 2012

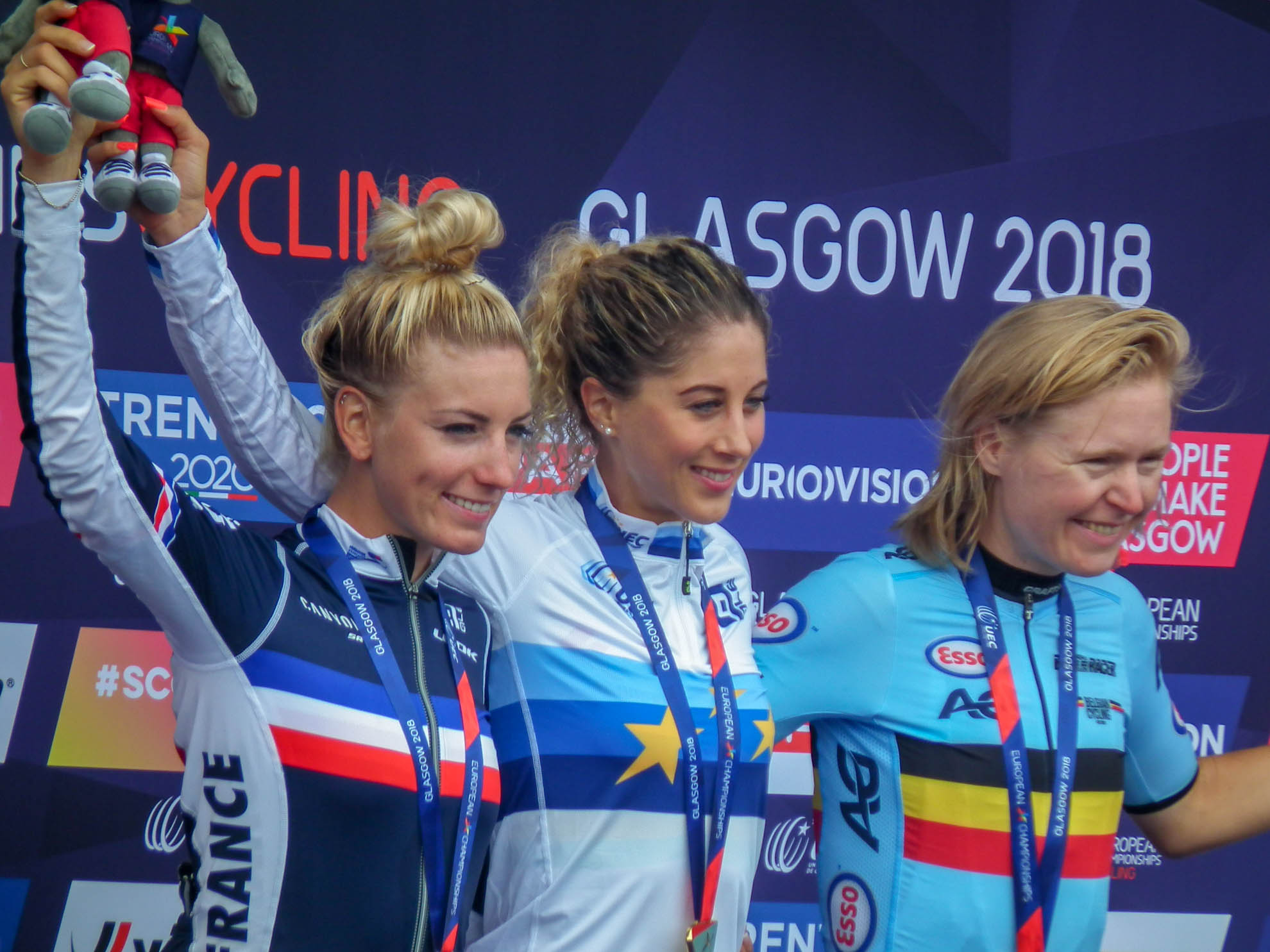
Podium du championnat d'Europe 2018.

  -  Championne d'Europe de cross-country espoirs
- 2013
  -  Médaillée d'argent du relais mixte
- 2014
  -  Médaillée d'argent du cross-country espoirs
- Chies d'Alpago 2015
  -  Championne d'Europe de cross-country
  -  Médaillée d'argent du cross-country marathon
- Huskvarna 2016
  -  Championne d'Europe de cross-country
  -  Championne d'Europe du relais par équipes (avec Marcel Guerrini, Vital Albin et Lars Forster)
- Glasgow 2018
  -  Championne d'Europe de cross-country
- Glasgow 2019
  -  Championne d'Europe de cross-country
- Munich 2022
  - 4e du cross-country
- Krynica-Zdrój 2023
  - 4e du cross-country

### Jeux européens
- Bakou 2015
  -  Médaillée d'or du cross-country

### Championnats de Suisse
- 2012
  -  Championne de Suisse de cross-country eliminator
  -  Championne de Suisse de cross-country espoirs
- 2013
  -  Championne de Suisse de cross-country eliminator
- 2014
  -  Championne de Suisse de cross-country
  - 2e du championnat de Suisse de cross-country eliminator
- 2016
  -  Championne de Suisse de cross-country
- 2017
  -  Championne de Suisse de cross-country
- 2018
  -  Championne de Suisse de cross-country
- 2019
  -  Championne de Suisse de cross-country
- 2020
  -  Championne de Suisse de cross-country
- 2021
  -  Championne de Suisse de cross-country
- 2022
  -  Championne de Suisse de cross-country short track

### Classements mondiaux
| Année                        | 2012 | 2013 | 2014 | 2015 |
| Classement UCI cross-country | 22e  | 5e   | 1re  | 1re  |

## Palmarès sur route

### Par année
- 2015
  -  Championne de Suisse sur route
  - 5e du Trofeo Alfredo Binda-Comune di Cittiglio (Cdm)
  - 9e du Championnat du monde sur route
- 2016
  - Tour de Pologne :
    - Classement général
    - 1re et 3e étapes

  - 3e du Trofeo Alfredo Binda-Comune di Cittiglio
- 2018
  -  Championne de Suisse sur route
- 2023
  - Trofeo Ponente in Rosa : 
    - Classement général
    - 4e et 5e étapes

### Classements mondiaux
| Année                                 | 2015 | 2016 | 2017 | 2018 | 2019 | 2020 | 2021 | 2022 | 2023 |
| ------------------------------------- | ---- | ---- | ---- | ---- | ---- | ---- | ---- | ---- | ---- |
| Classement UCI                        | 46e  | 43e  | nc   | 323e | 704e | 500e | 301e | 261e | 414e |
| UCI World Tour                        |      | 33e  | nc   | nc   | 170e | nc   | nc   | nc   | 268e |
|                                       |      |      |      |      |      |      |      |      |      |
| Légende : nc = non classéSource : UCI |      |      |      |      |      |      |      |      |      |

## Palmarès en cyclo-cross
- 2015-2016
  - Flückiger Cross Madiswil, Madiswil
- 2017-2018
  - EKZ Cross Tour #2, Berne
  - EKZ CrossTour #6, Meilen
- 2018-2019
  -  Championne de Suisse de cyclo-cross
  - IJsboerke Ladies Trophy #6, Baal
  - EKZ CrossTour #5, Meilen
  - 6e du championnat du monde de cyclo-cross
- 2019-2020
  - Trek Cup, Waterloo
- 2021-2022
  - Trek Cup, Waterloo
- 2022-2023
  - North Carolina Grand Prix Day 1, Hendersonville

## Distinctions
- Cycliste suisse de l'année : 2014, 2015, 2016, 2017, 2018, 2019 et 2021